# 顾景星
顾景星（1621年—1687年），字赤方，号黄公。蕲州（今湖北蕲春县蕲州镇）人，明末清初文学家。

## 生平
崇祯十六年（1643年），张献忠屠蕲州。顾天锡举家逃归昆山祖居。南明弘光元年（1644年）十月，顾景星以贡生特授推官。不久，因不附马士英去职。顺治二年（1645年），清兵入昆山，强征顾景星入军，以原职随征。后力辞回里，与双亲居于扬州。顺治五年（1648年），顾景星与萧世忠之女完婚。顺治六年，生母明氏逝世，顺治七年，与父亲顾天锡回到蕲州。康熙十七年（1678年）二月，被举荐应征博学鸿词科。后以布衣终老。
顾景星逝世后，在曹寅等亲友资助下，儿子顾昌将他的生前著作整理刊刻，是为《白茅堂集》，共46卷。

## 家族
出身于书香门第的蕲阳顾氏，先祖顾士征在元明之际由江苏昆山迁居蕲州。曾伯祖顾问，曾祖父顧闕。祖父顾大训为藏书家和著述家。祖母冯氏。父亲顾天锡，嫡母李氏。生母明氏为妾室。

## 与曹寅的关系
根据相关文献，曹寅母亲为孫氏。而在顾景星逝世后，曹寅为顾景星撰写的作品中，称顾景星为“舅”、“舅氏”。由于无二人亲属关系的确切记载，故中国学界对二人关系有多种观点。一种观点认为，曹寅生母并非孙氏，而是顾景星的妹妹顾氏。顾景星为父亲顾天锡撰写的行状中，记录了两个成年的姐妹。其中，顾景星嫡母李氏所生长姐——顾椐嫁庠生萧鬯，同母妹嫁庠生朱爵。其它资料显示，顾景星至少有三位同父之妹因夭折而未列入其父母行状。
现代学者朱淡文为解释学者不认同顾景星身为明遗民，允许姐妹嫁旗人为妾室的观点。认为曹寅生母顾氏是顾景星嫡母李氏所生的妹妹，顾景星在《白茅堂集》中对此女身世有所回避。黄一农不认同朱淡文的观点。他指出蕲阳顾氏人丁单薄，顾景星父亲顾天锡为独子，顾天锡的堂兄弟均在张献忠屠蕲州时遇害。同时在《武陵蕲阳顾氏家谱》中，并无女儿嫁予曹氏的记录。故他推测曹寅生母顾氏不是出于蕲阳顾氏，而是出于昆山顾氏，是顾景星的族姐妹。
此外，如李广柏、方晓伟则认他与曹寅仅是干舅甥。
另据王巧林推测，顾景星是《红楼梦》的原作者。